# Der seltsame Mister Quin
Der seltsame Mister Quin (Originaltitel The Mysterious Mr. Quin) ist eine Sammlung von Kurzgeschichten von Agatha Christie, die erstmals am 4. April 1930 im Vereinigten Königreich bei William Collins & Sons und später im selben Jahr in den USA bei Dodd, Mead and Company erschienen ist. Erst im Jahr 1980 gab der Scherz Verlag eine deutsche Übersetzung heraus. 1987 erschien die bis heute verwendete Neuübersetzung von Günter Eichel.
Das Buch enthält zwölf Kurzgeschichten, die zwar jede einen Fall für sich behandeln, aber teilweise auch in eine Rahmenhandlung eingebunden sind.

## Einführung
Der „ermittelnde Detektiv“ ist der ältliche, eher stille Mr. Satterthwaite – ein etwas kauziger britischer Landedelmann mit einer Vorliebe für Bequemlichkeiten, Feinschmeckerlokale und die schönen Künste, aber auch mit einem geradezu ausschweifenden Interesse für das Leben anderer Menschen und einem untrüglichen Gespür für dramatische Entwicklungen. Am Anfang noch als stummer Zuschauer, im Verlauf der Geschichten immer mehr zu einem der wichtigsten Akteure werdend, bringt er die verstrickten unklaren Dramavorstellungen in den Häusern seiner verzweifelten Freunde zum Ende.
Der Name Satterthwaite wurde – um ihn für die deutschen Leser zu vereinfachen – in manchen Übersetzungen zu Sattersway verändert.
Die zweite und um einiges interessantere Hauptperson ist der seltsame Mr. Harley Quin, ein großer, dürrer Gentleman im einfachen Mantel, der immer dann erscheint, wenn ein Unglück geschehen ist. So begegnet Satterthwaite, immer auf der Spur eines menschlichen Dramas, Mr. Quin, als er mit einigen Bekannten eine längst verjährte tragische Selbstmordgeschichte durchgeht – und dank Mr. Quins Anwesenheit prompt die Lösung findet. Immer wieder trifft Mr. Satterthwaite auf seinen Reisen und bei Besuchen der Elite des englischen Adels auf den einsamen Wanderer in einem Harlekinkostüm – Quin.
Trotzdem erfährt man nur wenig von ihm, denn er kommt und geht, wann und wohin er will. Sein Name ist eine Anspielung auf den Harlekin (engl. harlequin) – Mr. Harley Quin.
In ihrer Autobiographie schreibt Agatha Christie, dass Mr. Quin und der kleine Mr. Satterthwaite zwei ihrer Lieblingscharaktere wurden. Der letztere tauchte dann auch in ihrem Hercule-Poirot-Roman Nikotin (Originaltitel Three Act Tragedy) wieder auf.
Außerhalb dieser Sammlung findet man Mr. Quin nur in zwei weiteren Geschichten – Die mörderische Teerunde (Originaltitel The Harlequin Tea Set) und Die Uhr war Zeuge (Originaltitel The Love Detectives). Beide sind in dem Sammelband aus dem Jahr 1993 Die mörderische Teerunde enthalten, die letztere auch in dem Sammelband Die Mörder-Maschen von 1982.

## Die Kurzgeschichten

### Die Ankunft des Mr. Quin
Originaltitel: The Coming of Mr Quin
Es ist Silvesterabend und die älteren Mitglieder einer Hausgesellschaft im Landhaus Royston versammeln sich in der Halle. Mr Satterthwaite ist einer der Gäste. Seine Gastgeber sind Sir Tom Evesham und seine Frau, Lady Laura. Unter den Gästen sind Sir Richard Conway und Alex Portal mit seiner australischen Frau Eleanor, mit der er seit zwei Jahren verheiratet ist. Mr. Satterthwaite findet sie in vielen Punkten sehr faszinierend, insbesondere fällt ihm auf, dass sie ihre blonden Haare schwarz färbt, wo es doch die meisten Frauen andersherum machen.
Die Uhr schlägt Mitternacht, alle versammeln sich am Kamin. Man erinnert sich an Derek Capel, den vorherigen Besitzer von Royston, der vor zehn Jahren, scheinbar ohne Grund, Selbstmord begangen hatte. Tom Evesham beendet abrupt das Gespräch, und ein paar Minuten später gehen die Frauen zu Bett. Satterthwaite beobachtet Eleanor intensiv, bevor sie geht.
Zu ihrem Whisky und dem Feuer zurückgekehrt, nehmen die Männer das Gespräch über Capel wieder auf. Plötzlich klopft es an der Tür, und als diese geöffnet wird, steht ein Fremder davor. Das Licht wirft durch das Buntglasfenster der Tür ein buntes Muster auf seinen Mantel. Er stellt sich als Mr. Harley Quin vor und bittet um Einlass für die Zeit, in der sein Chauffeur eine Panne an seinem Auto behebt.
Er kennt sich in diesem Teil des Landes aus und kannte auch Derek Capel. Geschickt lenkt er die Konversation auf die Ereignisse in der Nacht dessen Todes und alle diskutieren die Frage, warum er sich das Leben nahm. Satterthwaite kann sich des Gefühls nicht erwehren, dass Quins Auftritt an diesem Abend nicht zufällig war. Sein Blick wird von einer Bewegung abgelenkt – am oberen Ende der Treppe kauert eine Person: Eleanor.
Capel erzählte den Gästen am Abend seines Todes, dass er beabsichtige, sich zu verloben. Alle gingen davon aus, dass es Marjorie Dilke sein würde, mit der er seit einem Jahr oft ausgegangen war, bevor die Sache ein wenig einschlief. Aber die Art und Weise, wie er aus dieser Sache ein Geheimnis macht, ließ Conway vermuten, dass er ein Verhältnis mit einer verheirateten Frau hatte. Alle sind sich einig, dass Capels Auftreten in dieser Nacht das eines Mannes war, der ein großes Spiel gewonnen hatte. Und nur zehn Minuten darauf erschoss er sich. Nach einigen Tagen im Schneechaos war an diesem Abend die Post mit Briefen und Zeitungen noch spät eingetroffen, aber Capel hatte keinen der Briefe geöffnet. Ein Polizist war ins Haus gekommen, weil sich einer der Hunde verirrt hatte und nun im Schnee gefunden worden war. Er saß in der Küche, als der Schuss fiel.
Quin fordert die Männer am Kamin auf, sich an Ereignisse zu erinnern, die in dieser Zeit passiert waren und über die vielleicht in den Zeitungen berichtet worden war. Die Männer erinnern sich an den Mordfall Appleton. Mr. Appleton war ein alter Mann, der seine viel jüngere Frau misshandelte. Capel war ein Freund des Hauses. Appleton starb durch eine Strychninvergiftung, die aber erst nach seiner Exhumierung entdeckt worden war. Seine Frau hatte am Abend seines Todes die Karaffe fallen gelassen, in der sich der Portwein befand, den ihr Mann als Letztes getrunken hatte – wahrscheinlich um Spuren zu verwischen. Sie wurde vor ein Gericht gestellt, aber für unschuldig befunden. Sie hatte England trotzdem verlassen, um der Aufmerksamkeit der Leute zu entgehen.
Nun ist Quin in der Lage, die Ereignisse des Abends zu rekonstruieren: Capel las in einer der abends gelieferten Zeitungen über die Exhumierung Appletons und sah dann den Polizisten auf das Haus zukommen, nicht ahnend, dass der nur wegen des Hundes kam. Er glaubte sich als Mörder Appletons überführt, befürchtete seine Verhaftung und erschoss sich.
Seine Zuhörer sind über die Tatsache verblüfft, dass Capel der Mörder sein soll, denn er war an dem fraglichen Tag nicht in Appletons Haus. Aber Quin verweist darauf, dass sich Strychnin nicht auflöst. Es sammelte sich am Boden der Karaffe, nachdem es Capel eine Woche zuvor in den Wein geschüttet hatte. Die Frage bleibt, warum Mrs. Appleton die Karaffe fallen ließ. Mit Hilfe von Quin stellt Satterthwaite die Theorie auf, dass sie es nur tat, um Capel zu schützen und nicht um ihre eigenen Spuren zu verwischen.
Quin verabschiedet sich und will das Haus verlassen, als Eleanor die Treppe herunter kommt und sich bei ihm bedankt. Denn sie ist Mrs. Appleton und durch den ungeklärten Selbstmord von Capel war ihre Unschuld nie bewiesen worden. Erst jetzt ist ihr Name wieder rein gewaschen und sie kann ihre eigentliche Identität wieder annehmen.

### Der Kavalier am Fenster
Originaltitel: The Shadow on the Glass
Mr. Satterthwaite ist zu Gast bei Mr. und Mrs. Unkerton in ihrem Haus, Greenways House. Die eingeladenen Gäste sind eine unglückliche Mischung, denn einige von ihnen hatten in der Vergangenheit Verhältnisse miteinander. Mr. Richard Scott, der hier mit seiner neuen Frau Moira ist, ist der beste Freund eines anderen Gastes, Major John Porter. Von ihren Großwildjagden in Afrika kennen beide Mrs. Iris Staverton, die vor kurzen auch im Haus angekommen ist. Sie ist eine bezaubernde Frau, die angeblich früher ein Verhältnis mit Richard Scott hatte. Ebenfalls anwesend ist Lady Cynthia Drage, eine geschwätzige Dame der Gesellschaft und der junge Captain Jimmy Allenson, der von allen gemocht wird und der Lady Cynthia im letzten Jahr in Ägypten kennengelernt hatte, wo auch die Scotts ihre Flitterwochen verbracht hatten.
Die Atmosphäre im Haus wird auch noch dadurch angespannt, dass es im Haus angeblich spukt: Der Geist eines Kavaliers, der vom Liebhaber seiner Frau getötet wurde und dessen Gesicht nun auf einer Scheibe im ersten Stock erscheint. Die Scheibe wurde schon mehrfach ausgetauscht, das Gesicht erscheint immer wieder. Das Fenster wurde mit einem Holzpaneel verdeckt und ein neues Fenster in das Zimmer, das derzeit von den Scotts bewohnt wird, eingebaut.
Bei einem Spaziergang zeigt Mr. Satterthwaite Major Porter das Fenster von einem kleinen gepflegten Garten aus, der der „verschwiegene Garten“ genannt wurde. Das Gesicht ist von dort aber schlecht zu erkennen, und so gehen die beiden weiter zu einem kleinen Hügel. Auf dem Rückweg belauschen die beiden ein Gespräch von Richard Scott und Mrs. Staverton, in dem sie sagt: „Eifersucht – sie macht einen zum Teufel! Nein, sie ist der Teufel! Sie kann einen bis zum Mord treiben. Sei vorsichtig, Richard! Um Gottes willen sei vorsichtig!“ Satterthwaite ahnt die heraufziehende Tragödie.
Am Abend erzählt Mrs. Unkerton, dass sie wieder nach dem Glaser geschickt hat, um die verfluchte Scheibe erneut zu ersetzen.
Am nächsten Abend gehen Satterthwaite und Porter wieder zu dem Hügel und stellen fest, dass der Glaser wohl noch nicht da war, denn das Gesicht ist wieder zu sehen. Auf dem Rückweg hören sie zwei Schüsse. Im verschwiegenen Garten treffen sie auf Mrs. Staverton mit einer Waffe in der Hand und auf zwei tote Personen – Captain Allenson in die Brust und Mrs. Scott in den Rücken geschossen. Mrs. Staverton behauptet, dass sie als erste am Tatort eintraf, die beiden Leichen fand und die weggeworfene Waffe an sich genommen hat. Während die Polizei geholt wird, entdeckt Mr. Satterthwaite Blut am Ohr von Mrs. Scott und sieht, dass ein Ohrring fehlt.
Die Polizei trifft ein und beginnt mit den Ermittlungen. Die Situation stellt sich als schwierig für Mrs. Staverton dar, da niemand außer ihr in den verschwiegenen Garten gegangen sein kann.
Mitten in diesen Untersuchungen trifft ein weiterer Gast im Haus ein – Mr. Harley Quin. Satterthwaite bürgt für ihn und seine Fähigkeit, Menschen zu neuen Sichtwinkeln zu führen. Zuerst bemerkt Satterthwaite, von Mr. Quin geführt, dass die Verletzung am Ohr nicht durch den Sturz entstanden sein kann. Sie muss also von zwei Schüssen getroffen worden sein, und einer davon tötete Captain Allenson. Das bedeutet aber, dass die beiden eng zusammen gestanden haben. Lag sie vielleicht in seinen Armen oder waren sie ein Liebespaar?
Als sie Mr. Unkerton befragen, erfahren sie, dass der Glaser am Morgen gekommen war. Als sie in das Zimmer mit dem Geisterfenster kommen, finden sie eine kleine Straußenfeder im Paneel, eine Feder von einem der Hüte von Mrs. Scott.
Dann kann Mr. Quin das Verbrechen aufklären. Richard Scott sah seine Frau und ihren Liebhaber im Garten, als er aus dem Geisterfenster sah. Er erinnerte sich an die Geschichte mit dem Kavalier und setzte sich einen Hut seiner Frau auf, falls ihn jemand am Fenster sehen würde. Dann schoss er auf seine Frau und warf die Waffe auf den Rasen. Darüber, dass der Verdacht auf Mrs. Staverton fiel, war er sehr glücklich, denn entgegen der allgemeinen Meinung war sie nicht in ihn, sondern in Porter verliebt.

### Der Zaubertrick
Originaltitel: At the Bells and Motley
Mr. Satterthwaite ist unterwegs zu Freunden, als er am späten Abend mit einer Reifenpanne in dem kleinen Ort Kirklington Mallet liegen bleibt. Während sein Chauffeur sich in der Garage um die Reparatur kümmert, sucht er den örtlichen Pub Zu den Schellen und Narren auf. Dort will er essen und Schutz vor dem aufkommenden Sturm suchen. Er ist sehr erfreut, als er im Frühstückszimmer Mr. Quin trifft. Der Wirt bringt das Essen mit der Bemerkung: „In einer Nacht wie dieser führte Captain Harwell seine Braut heim, genau am Tag, bevor er für immer verschwand.“
Jetzt erinnert sich Satterthwaite an die Geschichte, die vor drei Monaten die Zeitungen gefüllt hatte. Nun ist ihm auch klar, warum ihm der Name des Dorfes so bekannt vorkam, und Mr. Quin und er beginnen zu rekapitulieren, wie die Geschichte berichtet wurde:
Vor ungefähr einem Jahr wurde der Landsitz Ashley Grange von Miss Eleanor Le Couteau, einer Frankokanadierin, gekauft. Sie verliebte sich in Captain Richard Harwell. Nach zwei Monaten waren sie verlobt, nach drei verheiratet. Nach der Hochzeitsreise kehrten sie in einer stürmischen Nacht heim. Am nächsten Morgen, nachdem er vom Gärtner John Mathias gesehen worden war, verschwand der Captain.
Der Verdacht fiel zuerst auf Stephen Grant, einen jungen Mann, der Harwells Pferde betreute, vor einiger Zeit entlassen wurde und am Morgen des Verschwindens des Captains in der Nähe gesehen worden war. Man konnte ihm aber nichts nachweisen. In ihn ist die Tochter des Wirtes verliebt.
Weiterhin war sehr mysteriös, dass sich keine Angehörigen des Captains finden ließen und es auch keine Spuren in dessen Vergangenheit gab. Auch war er nicht der Erbe seiner Frau. Vom Schmerz überwältigt entschied sich Eleanor, den Landsitz samt Inventar und kostbarem Schmuck an einen amerikanischen Millionär zu verkaufen.
Quin erinnert Satterthwaite an Einbrüche in französische Schlösser, die vermutlich von drei Artisten – den Clondinis – durchgeführt wurden. Sie erkennen die Identitäten der Clondinis: die vorgebliche Eleanor, der Captain und eine Hausangestellte. Sie erwarben Ashley Grange und statteten es innerhalb einiger Monate mit den Antiquitäten und der restlichen Beute aus ihren Raubzügen aus, um sie so zu Geld zu machen. Ihr Mann spielte sowohl den Captain wie auch den Gärtner; das Verschwinden des Captains diente als Ablenkungsmanöver und Begründung für den Verkauf des Hauses.
Satterthwaite plant, von der Polizei die Einrichtung des Landsitzes überprüfen zu lassen. Die Tochter des Wirtes wird erleichtert sein, wenn Stephen Grants Unschuld feststeht.

### Das Zeichen am Himmel
Originaltitel: The Sign in the Sky
Mr. Satterthwaite besucht einen Prozess am Strafgerichtshof Old Bailey und hört am letzten Tag den Spruch der Jury – schuldig – und das Todesurteil. Er geht in eines seiner Lieblingslokale, das Arlecchino Restaurant in Soho. Dort trifft er auf Mr. Quin und erzählt von dem Fall. Quin stellt fest, dass er noch nicht alle Fakten kennt und bittet Mr. Satterthwaite, ihm alles zu berichten.
Lady Vivien Barnaby war die deutlich jüngere Frau von Sir George Barnaby, und in ihrer lieblosen Ehe gefangen. Beide sind die Eigentümer des Anwesens Deering Hill. Sie machte einem jungen Mann, Martin Wylde, Avancen: „Er wohnte keine Meile entfernt. Ackerbau, das war sein Beruf.“
Dieser hatte aber nicht nur ein Verhältnis mit der Lady, sondern auch mit der Tochter des ortsansässigen Arztes, Sylvia Dale. Lady Barnaby kam hinter dieses Verhältnis und reagiert hysterisch. Am Morgen des Freitags den 13. schickte sie ihm einen Brief, in dem sie ihn um sechs Uhr nach Deering Hill bestellte, während ihr Mann außer Haus beim Bridgespielen sein würde. Obwohl Wylde zuerst ablehnte, ging er doch nach Deering Hill, und man fand seine Fingerabdrücke in dem Zimmer, in dem um 18:20 Uhr Lady Barnaby mit einem Schuss aus einer Schrotflinte getötet wurde.
Die Hausangestellten hatten den Schuss gehört und waren sofort in das Zimmer gelaufen. Niemand war dort, nur die tote Dame des Hauses. Nach einigen Minuten der Panik wollten sie die Polizei rufen. Das Telefon funktionierte aber nicht. Einer lief zu Fuß los und traf dabei auf den heimkehrenden Sir George. Alle Beteiligten hatten sichere Alibis: Sir George hatte das Spiel kurz vor 18:30 Uhr verlassen, Sylvia Dale begleitete eine Freundin zum Zug, der genau um 18:28 Uhr vom Bahnhof Deering Vale abfuhr. Sir Georges Sekretär Henry Thompson war auf einem geschäftlichen Termin in London. Wylde bestätigte, dass er seine Waffe mit nach Deering Hill genommen hatte, sie aber draußen stehen ließ und später aufgrund der hitzigen Auseinandersetzung mit Lady Barnaby vergessen hatte. Er erklärte, dass die Lady noch lebte, als er um 18:15 das Haus verließ und nach Hause ging. Dafür hat er aber keine Zeugen.
Mr. Quin fragt nach einem Hausmädchen, das in der Voruntersuchung ausgesagt hatte, nun aber nicht mehr vor Gericht war. Er erfährt, dass sie nach Kanada ausgewandert ist. Da ihre Aussage von entscheidender Bedeutung zu sein scheint, reist Satterthwaite nach Kanada. Er trifft Louise Bullard in der Provinz Alberta, wo sie in einem Hotel arbeitet. Sie ist ein sehr leicht zu beeindruckendes Mädchen und erzählt, was sie am Tatabend direkt vor dem Schuss sah: „Draußen fuhr ein Zug vorbei, und der weiße Rauch stieg in den Himmel, und ob Sie’s glauben oder nicht, er sah aus wie eine riesige Hand. Eine riesige weiße Hand am rosa Abendhimmel. Die Finger waren gekrümmt, als wollten sie nach irgendetwas greifen. Richtig unheimlich!“ Sie erwähnt auch, dass Henry Thompson ihr den gut bezahlten Job in Kanada besorgt hatte.
Nach seiner Rückkehr nach England macht begibt sich Satterthwaite sofort auf den Weg ins Arlecchino Restaurant, wo er erneut auf Quin trifft. Er ist enttäuscht von seiner Reise und erzählt die Geschichte mit der Hand aus Rauch. Sofort ist Quin klar, dass dies die entscheidende Spur ist: An Deering Hill fahren die Züge nur 10 Minuten vor und 28 Minuten nach der vollen Stunde vorbei. Der Schuss kann also nicht um 18:20 Uhr gefallen sein.
Satterthwaite erinnert sich gehört zu haben, dass Sir George ein sehr kleinlicher Mann war, der jeden Freitag die Uhren im Haus selbst stellte. Dabei hatte er sie alle um zehn Minuten vorgestellt, um sich ein Alibi zu sichern.
Satterthwaite gibt die Beweise an Sylvia Dale, die mit der Behauptung, dass Louise Bullards Aussage nun der Polizei vorläge, von Sir George ein schriftliches Geständnis erhält.

### Die Seele des Croupiers
Originaltitel: The Soul of the Croupier
Mr. Satterthwaite verbringt, wie auch in den anderen Jahren, die ersten Monate des Jahres in Monte Carlo. Er bedauert die sich ändernden Zeiten, in denen hier immer weniger Mitglieder des Adels Urlaub machen. Sehr erfreut ist er aber, als er die Gräfin Czarnova entdeckt. Sie kommt seit vielen Jahren hierher, oft in Begleitung königlicher und adliger Personen. Es werden viele Geschichten über die Frau und ihren geheimnisvollen Hintergrund erzählt. In diesem Jahr wird sie von Franklin Rudge, einem Amerikaner aus dem Mittleren Westen, begleitet, der ihr offensichtlich verfallen ist.
Bald darauf trifft er auf der Terrasse ein weiteres Mitglied der Reisegesellschaft um Rudge – Elizabeth Martin, die nicht die Raffinesse der Gräfin hat, aber auch nicht wirklich den Eindruck von Unschuld und Naivität macht. Sie ist sehr sensibel und hat hohe Ideale. Deshalb kann sie gegenüber Satterthwaite ihre Bedenken über die Beziehung der Gräfin mit Rudge nicht zurückhalten.
Sie geht und Rudge kommt selbst auf die Terrasse. Er freut sich über seine Reise durch Europa, wenngleich er ein wenig von dem Casino und den Spielen dort enttäuscht ist. Die Konversation geht dann zur Gräfin über, die er über alles lobt und voller Interesse von deren Leben berichtet. Satterthwaite zweifelt ein wenig, ob all die Geschichten über diplomatische Intrigen der Wahrheit entsprechen, lässt sich aber nichts anmerken. Rudge versteht auch die Missgunst unter den Frauen nicht, führt sie aber auf frauentypische Eigenheiten zurück. Kurz nachdem Rudge gegangen ist, kommt die Gräfin dazu. Die Unterhaltung plätschert vor sich hin, wobei bei Satterthwaite der Eindruck entsteht, dass die Gräfin ihn warnt, denn sie scheint ihn als Hindernis bei ihren Plänen mit Rudge zu sehen.
Am Abend sieht er die Gräfin am Roulettetisch wieder. Sie trägt die Perlen der bosnischen Königin und er trifft auch auf seinen alten Freund, Mr. Harley Quin, den er sofort in alles Geheimnisvolle einweiht.
Am nächsten Abend spielt die Gräfin wieder im Casino. Lächelnd macht Mr. Satterthwaite für diesen Abend seinen letzten Einsatz und setzt das Maximum auf Nummer 5. Die Gräfin beugte sich ebenfalls vor und setzte das Maximum auf Nummer 6. Es fällt die Nummer 5. Der Croupier, der die übrigen Einsätze weggeharkt hatte, schiebt Mr. Satterthwaite den Gewinn über den Tisch. Er streckt seine Hand aus, um diesen an sich zu nehmen. Die Gräfin tut dasselbe. Abwechselnd blickt der Croupier von dem einen zum andern. Die Gräfin nimmt das Geld an sich und Mr. Satterthwaite zieht sich als Gentleman zurück.
Satterthwaite wendet sich voll Kummer an Quin, der ihn tröstet. Er will um Mitternacht ein Essen in dem Künstlercafé La Caveau arrangieren, bei dem sich alles aufklären soll. Satterthwaite kommt mit Elizabeth. Rudge kommt mit der Gräfin an und Quin bringt den Croupier des Casinos, Pierre Vaucher mit. Während des Essens erzählt der Croupier die ungewöhnliche Geschichte eines Pariser Juweliers, der sich in ein halb verhungertes Mädchen verliebte und es heiratete. Seine Familie war immer gegen die Heirat und in den folgenden zwei Jahren erkannte auch er, dass die Heirat ein großer Fehler war. Schließlich verließ sie ihn, kehrte aber weitere zwei Jahre später, gekleidet in wunderschöne Kleider und behangen mit wertvollem Schmuck, zurück, nur um ihn zu verspotten. Danach verfiel der Mann dem Alkohol und wurde letztlich nur durch die Disziplin in der Armee während des Krieges gerettet. Er wurde dann Croupier in einem Casino und traf dort wieder auf die Frau. Deren Schmuck war so offenkundig falsch, dass er vermutete, dass sie wieder verarmt sei. Er gab ihr deshalb den Gewinn eines anderen.
Als er an diese Stelle seiner Erzählung anlangt, springt die Gräfin auf und ruft: „Warum?“ „Madame“, antwortet Vaucher, „es gibt so etwas wie Mitleid …“. In diesem Moment bietet sie ihm mit einem zusammengerollten Papier Feuer für seine Zigarette an, springt auf und verlässt die Gesellschaft. Erst dann begreifen alle, dass sie mit einem Geldschein Feuer gegeben hat. „Ein Fünfzigtausendfrancschein. Begreifen Sie? Ihr Gewinn von heute Abend. Das, was sie jetzt noch besaß. Und damit hat sie meine Zigarette angezündet! Weil sie zu stolz war, sich bemitleiden zu lassen.“ Vaucher folgt ihr, Rudge erkennt, dass er die Gräfin nicht versteht und wendet sich Elizabeth zu. Quin und Satterthwaite sind zufrieden.

### Das Ende der Welt
Originaltitel: The World’s End
Mr. Satterthwaite ist auf Korsika mit der Herzogin von Leith, einer etwas schwierigen, selbstherrlichen und geizigen Dame. Nach einer stürmischen Überfahrt von Cannes beziehen sie ihr Hotel und während der ersten Mahlzeit fällt der Herzogin eine junge Frau auf, die sie kennt – Naomi Carlton Smith. Sie ist eine entfernte Verwandte und eine Künstlerin der Bohème, die mit einem jungen Schriftsteller liiert war, der im vergangenen Jahr in einen Juwelendiebstahl involviert war und jetzt im Gefängnis sitzt. Sie wirkt depressiv und macht mysteriöse Bemerkungen.
Am nächsten Tag will man einen gemeinsamen Ausflug machen und da Naomis Wagen nur ein alter Zweisitzer ist, spricht die Herzogin Mr. Tomlinson, einen pensionierten Richter aus Indien, an, der einen Viersitzer hat. Zur verabredeten Zeit fahren sie in die Berge – Naomi lehnt ab, Mr. Satterthwaite mitzunehmen und besteht darauf, allein zu fahren. Am Ende der Straße gelangen sie zu einem abgelegenen Gebirgsort, den Naomi „Am Ende der Welt“ nennt. Dort treffen sie, sehr zu Mr. Satterthwaite Freude, auf Mr. Quin, der auf einem Felsblock sitzt und hinunter zum Meer schaut. Irgendwie hat Mr. Satterthwaite das Gefühl, dass sein Freund immer im rechten Moment auftaucht, kann dieses Gefühl aber nicht in Worte fassen.
Die Gruppe möchte eigentlich picknicken, aber es beginnt zu schneien. Sie suchen in einer kleinen Kneipe Unterschlupf und treffen auf drei Gäste – drei weitere Engländer: den Theaterproduzenten Vyse, die berühmte Schauspielerin Rosina Nunn und ihren Ehemann Mr. Judd. Beide Gesellschaften setzen sich zum Essen und die Konversation gelangt auch zur Zerstreutheit von Miss Nunn. So hatte sie schon einmal ihre Perlen in einem Waschbeutel im Hotel vergessen und es wurde ihr ein Opal gestohlen.
Als Dieb wurde damals Alec Gerard, ein junger Autor, verdächtigt. Obwohl der Stein bei ihm nie gefunden wurde, wurde er verurteilt, hatte er doch am nächsten Tag eine beträchtliche Summe auf sein Konto eingezahlt. Er behauptete, dass ein Freund für ihn auf ein Pferd gesetzt habe, den Freund konnte er aber nicht vorzeigen. Naomi versucht daraufhin, die Kneipe zu verlassen – offenbar ist Alec Gerard jener Schriftsteller, mit dem sie befreundet war –, doch Quin hält sie zurück.
Miss Nunn kramt nun in ihrer Handtasche und bringt einige bemerkenswerte Dinge zum Vorschein. So auch ein Holzschächtelchen. Mr. Tomlinson erkennt sofort eine indische Rätselbox und zeigt den anderen mit einem Stück Käse, wie in der Box Dinge verschwinden und wieder auftauchen. Und plötzlich erscheint der seit einem Jahr vermisste Opal.
Allen ist sofort klar, dass Alec Gerard unschuldig im Gefängnis sitzt. Naomi bekommt neuen Lebensmut und bietet Mr. Satterthwaite für die Rückfahrt den Platz in ihrem Auto an.

### Die Stimme aus dem Dunkeln
Originaltitel: The Voice in the Dark
Mr. Satterthwaite ist zurück an der französischen Riviera und genießt in Cannes den Sonnenschein mit Lady Barbara Stranleigh, die er schon seit seiner Jugend kennt. Sie ist schön, skrupellos, egozentrisch und völlig gefühllos. Sie war viermal verheiratet und es gab in ihrer Familie eine Reihe von Tragödien und Todesfällen. So starb ihre ältere Schwester Beatrice bei einem Schiffsunglück der Uralia vor der Küste Neuseelands.
Lady Stranleigh erzählt Mr. Satterthwaite, dass sie über ihre Tochter, die zu Hause auf Abbot’s Mede geblieben ist, besorgt ist: „Margery hört seltsame Dinge und sieht Gespenster und so etwas. Ich hätte nie gedacht, dass Margery soviel Phantasie hat. Sie ist ein liebes Kind, war es immer, nur ein wenig langweilig.“ Mr. Satterthwaite, der am nächsten Tag nach England reisen will, verspricht ihr, sich der Sache anzunehmen.
Im Zug nach Hause trifft er auf Mr. Quin, dem er die Geschichte sofort erzählt. Mr. Quin plant, ganz in der Nähe, im Gasthof „Zu den Schellen und Narren“, abzusteigen, dort wo die beiden schon einmal gewohnt haben.
Angekommen auf Abbot’s Mede, erzählt Margery Satterthwaite, dass sie seit zwei Monaten in ihrem Schlafzimmer eine Stimme aus dem Dunklen hört, die einmal flüsternd, einmal lauter sagt: „Gib mir wieder, was dir nicht gehört. Gib mir wieder, was du gestohlen hast!“. Weil sie sich ängstigte, hatte sie die Zofe ihrer Mutter, Mrs. Clayton, gebeten, mit ihr im Zimmer zu schlafen. Sie habe die Stimmen aber nicht gehört. In der vergangenen Nacht hatte Margery geträumt, dass ein scharfer Gegenstand an ihren Hals gedrückt wurde und hatte dabei die Stimme auch wieder gehört. Als sie nach Clayton rief, habe diese das Gefühl gehabt, den Hauch eines Geistes zu spüren, der aus dem Zimmer lief. Am Morgen hatte sie eine Wunde am Hals.
Satterthwaite spricht mit Clayton, einer älteren, blauäugigen und grauhaarigen Dame und ebenfalls einer Überlebenden des Schiffunglücks der Uralia, die Margerys Erzählungen für Spinnerei hält.
Satterthwaite interessiert sich nun für die Gäste des Hauses: Das sind Margerys beste Freundin Marcia Keane und ihr Cousin Roley Vavasour. Da beide seit Beginn des Auftretens der Stimmen im Haus sind, geraten sie in Verdacht.
Die Post kommt ins Haus, darunter ein Brief von Lady Stranleigh, in dem sie sich für die Pralinen von Margery bedankt und in dem sie schreibt, dass sie eine Lebensmittelvergiftung hat. Margery sagt Satterthwaite, dass sie ihrer Mutter keine Pralinen geschickt habe.
Neben den schon genannten Gästen hat Roley noch eine Spiritistin, Mrs. Casson, und ihr Medium Mrs. Lloyd ins Haus gebracht. Eine Séance wird abgehalten. Durch das Medium spricht die Stimme von Lady Stranleighs Schwester Beatrice. Mr. Satterthwaite, der Beatrice vor über vierzig Jahren gekannt hat, stellt dem Medium eine Frage, deren Antwort nur er weiß, und das Medium antwortet richtig. Dann spricht 'Beatrice' noch zur Gesellschaft: „Gib mir wieder, was dir nicht gehört.“
Von diesem Ereignis sehr erschüttert befragt Satterthwaite Margery über Roley und findet heraus, dass er den Titel erbt, sollten sie und ihre Mutter sterben. Er hatte bei Margery um ihre Hand angehalten. Sie hatte abgelehnt, weil sie sich gegen den Willen ihrer Mutter mit einem Hilfsgeistlichen aus dem Dorf verlobt hat.
Lady Stranleigh schickt ein Telegramm, dass sie morgen nach Hause zurückkehrt. Mr. Satterthwaite fährt nach London zurück, weil er seine Aufgabe, zwar nicht für erledigt, aber für beendet hält. Die Angelegenheit erfährt eine ernste Wendung, als er aus der Morgenzeitung erfährt, dass Lady Stranleigh tot in ihrem Badezimmer in Abbots Mede aufgefunden wurde. Er fährt zurück und trifft im Gasthof „Zu den Schellen und Narren“ auf Mr. Quin. Dieser kann ihm auch nicht weiter helfen, meint aber, dass nur er das Problem lösen kann.
Er kehrt zurück nach Abbots Mede und findet eine völlig verstörte Margery vor, die ihr Testament machen will. Clayton ist die erste Zeugin und er soll der zweite Zeuge sein. Als er auf dem Testament Claytons vollständigen Namen liest – Alice Clayton – erinnert er sich vierzig Jahre zurück und daran, wie er die Zofe der beiden Schwestern heimlich auf dem Flur geküsst hatte – ein lebendiges, fröhliches und braunäugiges Mädchen. Sofort wird ihm klar, dass die blauäugige Clayton nicht die damalige Zofe, sondern Beatrice, die Schwester Lady Stranleighs ist. Nach dem Unglück hatte sie einen Gedächtnisverlust und selbst geglaubt, dass sie Alice sei, bis nun langsam die Erinnerung zurückkam. Da Beatrice die Ältere war, hätte sie das Erbe des Onkels erhalten und nicht Margerys Mutter. Die beiden gehen hinauf in Claytons Zimmer und finden sie tot auf, gestorben an Herzversagen. Mr. Satterthwaite schließt: „Vielleicht ist es besser so.“

### Das schöne Gesicht
Originaltitel: The Face of Helen
Mr. Satterthwaite trifft absichtlich erst kurz vor der Pause im Royal Opera House in Covent Garden ein, um nur die im zweiten Teil folgende Aufführung von Der Bajazzo zu sehen, als er mit Mr. Quin zusammenstößt. Er lädt ihn in seine Loge ein und beiden fällt im Parkett ein Mädchen auf, das einen wunderschönen – griechischen – Kopf hat. In der nächsten Pause beobachten sie, dass das Mädchen von einem ernst aussehenden jungen Mann begleitet wird und dass ein weiterer junger Mann dazu kommt, dessen Ankunft Spannung in die Gruppe bringt.
Am Ende des Abends bietet Satterthwaite Quin an, ihn nach Hause zu fahren, was dieser aber ablehnt. Auf dem Weg zu seinem Auto sieht er die drei jungen Leute noch einmal, als die beiden Männer plötzlich beginnen zu streiten und zu kämpfen. Satterthwaite nimmt sich des Mädchens an und bietet ihr an, sie nach Hause zu fahren. Sie bedankt sich und sie fahren nach Chelsea. Sie stellt sich als Gillian West vor, der ernste Mann ist Philip Eastney und der andere Mr. Burns. Sie hofft, dass Eastney Burns nicht verletzt hat. Satterthwaite verspricht ihr, das herauszufinden und sie dann anzurufen.
Am nächsten Sonntag ist Satterthwaite in Kew Gardens, als sich seine Wege wieder mit denen von Gillian West und Charlie Burns kreuzen. Die beiden erzählen, dass sie sich gerade verlobt haben. Gillian ist sehr nervös, wie diese Neuigkeit auf Philip Eastney wirken könnte. Charlie meint, dass schon öfter Männer aus Liebeskummer den Kopf verloren haben und seltsame Dinge getan haben.
Am folgenden Donnerstag ist Satterthwaite bei Gillian zum Tee. Zu deren Erleichterung habe Eastney die Neuigkeiten mit Fassung aufgenommen und den beiden auch schon ihre Hochzeitsgeschenke übergeben: zum einen ein neues Radio und zum anderen einen bauchigen Pokal aus dünnem grünem Glas, auf dessen Rand eine schillernde Kugel ruht, die wie eine große Seifenblase aussieht. Nur eine Bitte hatte er geäußert, dass Gillian heute Abend zu Hause bleiben solle und sich die Musiksendung im Radio anhören möge.
Satterthwaite hofft, Mr. Quin im Restaurant „Arlecchino“ zu treffen. Quin ist nicht dort, aber er trifft auf Eastney. Die beiden Männer unterhalten sich und Satterthwaite erfährt, dass der Andere im Krieg an der Herstellung und dem Testen von Giftgasen beteiligt war.
Als er das Restaurant verlässt, hat er ein ungutes Gefühl. Er kauft eine Zeitung mit dem Radioprogramm des Abends, versteht die Zusammenhänge und weiß, dass Gillian in großer Gefahr ist. Er rast zu ihrer Wohnung und zerrt sie hinaus, kurz bevor der Tenor die hohen Töne beim Singen eines Hirtenliedes erreicht. Eine Katze läuft in die Wohnung und wird später tot aufgefunden – getötet vom Giftgas aus der Glasskulptur, die von den hohen Tönen des Gesangs zerbrochen war.
Satterthwaite trifft Eastney am Ufer der Themse in Chelsea und teilt ihm mit, dass sein Plan gescheitert ist. Die beiden Männer trennen sich und einige Minuten später wird Satterthwaite von einem Polizisten gefragt, ob er auch gehört habe, wie etwas ins Wasser klatschte – möglicherweise ein Selbstmörder.

### Der tote Harlekin
Originaltitel: The Dead Harlequin
Mr. Satterthwaite besucht eine Vernissage des jungen Malers Frank Bristow. Ein Gemälde mit dem Titel „Der tote Harlekin“ zeigt einen Raum mit einem Toten auf dem Boden und der gleichen Person, wie sich durch das Fenster hineinschaut. Satterthwaite erkennt darin Harley Quin und das Terrassenzimmer von Charnley House. Er kauft das Gemälde und lädt Bristlow zum Dinner. Eingeladen ist auch Colonel Monkton, der erzählt, wie er 14 Jahre zuvor in Charnley war, als Lord Charnley während eines Maskenballs Selbstmord beging: Dieser ging, von Gästen auf der Treppe beobachtet, in das „Eichenzimmer“, schloss die Tür ab, dann folgte ein Schuss. Die Gäste brachen die Tür auf und fanden den toten Lord. Alix, Lord Charnleys Witwe, war schwanger; ihr Sohn wurde der Erbe, es gab keinen anderen Nutznießer.
Mr. Satterthwaite erhält unerwarteten Besuch: Aspasia Glen möchte ihm das Gemälde abkaufen. Auch Alix Charnley ruft an, um das Bild zu kaufen; er bittet sie, sofort zu kommen. Zurück in der Dinnerrunde, an der nun ebenfalls Miss Glen teilnimmt, ist auch Mr. Quin eingetroffen. Sie gehen die Geschehnisse nochmals durch. Alix erklärt, der Grund für den Selbstmord sei ein Brief einer Geliebten gewesen, die behauptete, vom Lord schwanger zu sein. Satterthwaite wundert sich, warum Bristows Bild den Toten im Terrassenzimmer und nicht im angrenzenden Eichenzimmer zeigt. Er spekuliert, dass der Tod dort eintrat, es Mord gewesen sei und der Körper anschließend ins Eichenzimmer geschafft wurde. Er verdächtigt Miss Glen, die vorgebliche Geliebte gewesen zu sein, und Alix erkennt sie daraufhin. Sie hatte den Mord zusammen mit Hugo Charnley geplant, dem Bruder des Lords und dessen Erbe, falls Alix nicht schwanger gewesen wäre. Hugo war in der Maske des Lords in das Eichenzimmer gegangen, hatte den Selbstmord nachgestellt, einen Schuss abgefeuert und sich versteckt. Miss Glen gibt die Mithilfe bei der Tat zu und stürzt aus dem Haus. Alix ist erleichtert, der Brief war falsch, ihr Mann ehrenhaft. Mr. Quinn ist verschwunden.

### Der Vogel mit dem gebrochenen Flügel
Originaltitel: The Bird with the Broken Wing
Mr. Satterthwaite ist Gast einer Gesellschaft, die beim Tischrücken die Worte Quin und Laidell erhält. Er reist zum Landsitz Laidell, wo Madge Keeley eine Party gibt. Sie vertraut ihm an, dass sie sich mit Roger Graham verloben wird. Weitere Teilnehmer sind der brillante, aber sehr unauffällige Mathematiker David Keeley, Rogers Mutter Mrs. Graham sowie Mabelle und Gerard Annesley. Mabelle erinnert Satterthwaite an einen „Vogel mit gebrochenem Flügel“, doch sie sagt ihm, sie sei überglücklich. Am Abend spielt sie für die Gruppe auf ihrer Ukulele.
Am nächsten Morgen findet man Mabelle erhängt an ihrer Zimmertür. Inspektor Winkfield, ein Bekannter Satterthwaites, befragt die Gäste. Madge hatte Mabelle zuletzt gesehen, als diese noch ihre Ukulele aus dem Wohnzimmer holen wollte. Gerard Annesley schlief schon im Nachbarzimmer und hörte nichts. Satterthwaite besteht darauf, dass Mabelle ermordet wurde. Der Inspektor bestätigt seinen Verdacht, da das Seil um ihren Hals dicker ist als die Würgemale. Satterthwaite findet halb verbrannte Liebesbriefe im Kamin von Mrs. Grahams Raum; sie sind von Mabelle an Roger. Mrs Graham wollte Ärger für ihren Sohn verhindern, und Roger gibt zu, er sei von Mabelle verzaubert worden, aber habe ihr das Ende der Affäre noch nicht mitgeteilt.
Satterthwaite findet die Ukulele. Beim Versuch, sie zu stimmen, reißt eine Saite, es ist eine A-Saite, eine Nummer zu groß. Satterthwaite erkennt, dass der Mord mit der ursprünglichen Saite erfolgte und konfrontiert David Keeley damit. Er hatte Mabelle erwürgt und den Körper nachts in das Schlafzimmer gebracht. Auf die Frage, warum er das tat, kichert Keeley wahnsinnig und sagt, weil es so einfach war, da ihn ja nie jemand bemerke.
Satterthwaite trifft Quin im Zug auf der Heimfahrt. Er traurig, weil er Mabelles Tod nicht verhindern konnte. Quin meint, er habe die zwei jungen Männer vor falschen Anklagen bewahrt und fragt, ob es nicht größere Übel gäbe als den Tod. Satterthwaite schließt die Augen, denkt an Mabelle, und als er seine Augen öffnet, ist Quin verschwunden. Wo er gesessen hat, liegt eine Vogelfigur aus blauem Stein.

### Der Mann im Meer
Originaltitel: The Man From the Sea
Mr. Satterthwaite weilt auf Teneriffa, wo er den Garten der offenbar unbewohnten Villa La Paz auf einer Klippe über dem Meer besucht. Dort trifft er Anthony Cosden, der sich enttäuscht zeigt, nicht allein zu sein. Schon in der Nacht zuvor habe er hier jemanden in einem „harlekinartigen“ Aufzug getroffen – Satterthwaite ist sich sicher, dies sei Mr. Quin gewesen, dessen Auftauchen stets eine Enthüllung ankündige. Cosden erzählt, er habe noch sechs Monate zu leben und ist offenbar an diesen Ort, den er schon 20 Jahre zuvor besucht hatte, zurückgekehrt, um sich ins Meer zu stürzen. Satterthwaite bittet ihn, dies nicht heute zu tun, damit er nicht in Verdacht gerate, und Cosden geht.
Auf dem Rückweg öffnet Satterthwaite neugierig einen Fensterladen der Villa, dahinter steht eine Dame. Er stammelt eine Entschuldigung, doch sie lädt ihn zum Tee ein und erzählt ihm, dass sie seit 23 Jahren hier wohne. Anfangs mit ihrem Ehemann, der sie jedoch misshandelte und nach einem Jahr im Meer ertrank. Wenig später hatte sie eine Affäre mit einem jungen Engländer, den sie nie wieder sah, aber einen Sohn von ihm bekam. Dieser sei nun erwachsen, plane zu heiraten und möchte sie bald besuchen, um mehr über seine Abstammung zu erfahren. Um ihm den Skandal der unehelichen Geburt zu ersparen, der seine Heirat bedroht, plant sie, sich umzubringen. Wieder muss Satterthwaite jemanden überreden, einen solchen Plan aufzuschieben. Er lässt sich versprechen, dass sie den Fensterladen nicht verschließt und in diesem Zimmer wartet.
Zurück im Hotel, erzählt er Cosden von dem unverschlossenen Laden. Cosden, offenbar in der Absicht, sich von der Klippe zu stürzen, geht. Am nächsten Morgen kommt Satterthwaite wieder zur Villa und trifft die Dame, die voller Glücksgefühle ist: Cosden hatte den Laden geöffnet, beide hatten sich erkannt und wollen schon morgen heiraten. Sie kann ihrem Sohn den Vater vorstellen und ist sicher, dass Cosden bei ihr nicht sterben wird. Satterthwaite geht zur Klippe, wo er wie erwartet Mr. Quin trifft. Dieser deutet an, er sei vom ertrunkenen Ehemann der Dame geschickt worden, der sie trotz allem geliebt habe und seine Taten wieder gutmachen wollte. Als Satterthwaite den Ort verlässt, sieht er über die Schulter, wie Quin auf den Klippenrand zugeht.
- Agatha Christie wohnte 1927 mit ihrer Tochter Rosalind im Norden von Teneriffa in Puerto de la Cruz im Haus Sitio Litre, die Erzählung erschien 1929 erstmals. Die noch heute bestehende Villa Casa de la Paz steht unter Denkmalschutz, und eine ebenfalls geschützte Zypressenallee führt von ihrem Eingang durch den mittlerweile bebauten Garten zum Klippenrand ⊙.

### Die Straße des Harlekin
Originaltitel: Harlequin’s Lane
Mr. Satterthwaite ist bei John Denham und seiner Frau Anna, die er während der Russischen Revolution gerettet hatte, eingeladen. Beide sind jedoch noch kurz außer Haus und so entschließt sich Mr. Satterthwaite für einen Spaziergang. Dabei gelangt er auf eine Straße namens Harlequin’s Lane, die auch „Straße der Liebenden“ genannt wird, und trifft dort auf Mr. Quin. Am Ende der Straße finden sie eine Müllhalde und ein verfallenes Haus, das früher die Denhams bewohnten. Zum Haus zurückgekehrt, treffen sie Molly Stanwell, Darstellerin der örtlichen Schauspielgruppe, die am Abend eine Aufführung der Commedia dell’arte gibt, für die zwei professionelle Tänzer für die Rollen von Harlekin und Colombina engagiert wurden.
Beim Dinner dreht sich die Unterhaltung um Tanz, Russland und den Verlust der begnadeten Ballerina Kharsanowa während der Revolution. Der russische Prinz Sergius Oranoff trifft ein; er hatte einen Autounfall, bei dem die Tänzer verletzt wurden. Anna verkündet überraschend, dass sie die Rolle der Colombina übernimmt und Quin die des Harlekin. Auf dem Weg zum Theater sehen Satterthwaite und Anna ein Liebespaar auf der Straße: Molly und John Denham.
Satterthwaite erkennt während der Aufführung in Anna die verschollene Kharsanova. Sie erzählt ihm, dass sie den Tanz aus Liebe zu John aufgegeben hätte. Nun aber werde sie zu dem gehen, der sie all die Jahre geliebt habe: „Man sucht stets nach dem einen, vollkommen, ewigen Liebhaber. Es ist die Musik des Harlekins. Mit keinem Liebhaber ist man auf die Dauer zufrieden, denn alle sind sterblich. Harlekin ist nur ein Mythos, unsichtbar, außer – sein Name ist Tod!“ Später sieht Satterthwaite Anna und eine Person im Harlekinkostüm die Straße hinabgehen. Es ist Quin, der wie ein junger John Denham wirkt. Oranoff, der Anna ebenfalls erkannt und sich mit ihr verabredet hatte, sucht nach ihr. Eine Dienerin sagt, Anna sei vor kurzem allein die Straße hinunter gegangen. Der besorgte Satterthwaite läuft mit Oranoff zum Ende der Straße, wo sie ihren toten Körper in der Müllgrube finden, in einer triumphierenden Pose. Als Quin auftaucht, fragt ihn Satterthwaite, warum die Dienerin ihn nicht sehen konnte, er aber schon. Quin sagt, weil er einen hohen Preis dafür bezahlt habe. Denn es sei Quins Straße, die „Straße der Liebenden“, und die meisten Menschen schritten sie entlang, um am Ende das Haus der Träume oder Abfall zu finden. Satterthwaite erkennt, dass er diese Straße nie gegangen ist, doch daher Dinge sehen kann, die anderen verborgen bleiben – als ein Zuschauer des Lebens.
- Die Müllhalde ist eine Anspielung auf das Märchen Der glückliche Prinz von Oscar Wilde, aus dem auch das Zitat stammt, das Satterthwaite am Anfang macht, als er beim Anblick der Müllhalde sagt: „Bringt mir die beiden schönsten Dinge in dieser Stadt“.

## Kritiken
Die Kritik im Times Literary Supplement vom 29. Mai 1930 bespricht lediglich die Beziehung zwischen Quin und Satterthwaite und stellt fest, dass letzteren stets geholfen werde, „alte Geheimnisse zu lösen, manchmal auch den Unglücklichen das Glück zurückzubringen und kommende Tragödien zu sehen oder gar zu verhindern“.
Die Kritik in der The New York Times Book Review vom 4. Mai 1930 beginnt: „Diese Erzählungen eine Sammlung von Detektivgeschichten zu nennen wäre irreführend. Zwar beschäftigen sich alle mit Mysterien, einige von ihnen mit Verbrechen, aber sie sind doch eher Märchen.“ Der anonyme Kritiker beschreibt Mr. Satterthwaite und Mr. Quin, ihre Beziehung zur Handlung und untereinander und schließt: „Das Buch bietet einen seltenen Genuss für den anspruchsvollen Leser.“

## Wichtige Ausgaben
- 1930 Erstausgabe UK William Collins and Sons (London), 14. April 1930
- 1930 Erstausgabe USA Dodd Mead and Company (New York), 1930
- 1980 Deutsche Erstausgabe Scherz Verlag[4]
- 1987 Neuübersetzung von Günter Eicher, Scherz Verlag[5]

### Erste Veröffentlichungen der Geschichten
Die Erstveröffentlichung ist nicht für alle Geschichten dokumentiert und lässt sich deshalb nur teilweise rekonstruieren:
- The Coming of Mr Quin (Die Ankunft des Mr. Quin): als The Passing of Mr Quin in Ausgabe 229 des Grand Magazine März 1924.
- The Shadow on the Glass (Der Kavalier am Fenster): Ausgabe 236 des Grand Magazine Oktober 1924.
- The Sign in the Sky (Das Zeichen am Himmel): als A Sign in the Sky in Ausgabe 245 des Grand Magazine Juli 1925.
- At the Bells and Motley (Der Zaubertrick): als A Man of Magic in Ausgabe 249 des Grand Magazine November 1925.
- The Soul of the Croupier (Die Seele des Croupiers): Ausgabe 237 des The Story-Teller Magazin Januar 1927.
- The World’s End (Das Ende der Welt): als World's End in Ausgabe 238 des The Story-Teller Magazin Februar 1927.
- The Voice in the Dark (Die Stimme aus dem Dunkeln): Ausgabe 239 des The Story-Teller Magazin März 1927.
- The Face of Helen (Das schöne Gesicht): Ausgabe 240 des The Story-Teller Magazin April 1927.
- Harlequin’s Lane (Die Straße des Harlekin): Ausgabe 241 des The Story-Teller Magazin Mai 1927.
- The Dead Harlequin (Der tote Harlekin): Ausgabe 289 des Grand Magazine März 1929.
- The Man From the Sea (Der Mann im Meer): Volume 1, Nummer 6 des Britannia and Eve Magazin Oktober 1929.

### Widmung
Christies Widmung im Buch lautet: „To Harlequin the invisible“ (deutsch: Für Harlekin, den Unsichtbaren).
Diese Widmung ist in zweierlei Hinsicht untypisch; zum einen war es bei Christie nicht üblich, Sammlungen von Kurzgeschichten mit einer Widmung zu versehen, und zum anderen ist dieses Buch das einzige, das Christie einer ihrer fiktiven Personen widmete.

## Verfilmungen
The Passing of Mr. Quin ist ein britischer Film aus dem Jahr 1928 auf der Basis der ersten Kurzgeschichte dieser Anthologie Die Ankunft des Mr. Quin (The Coming of Mr. Quin). Dieser Film ist der erste Film, der jemals auf der Grundlage einer Arbeit von Agatha Christie entstanden ist. Die Adaption stammt von Hiscott, der bei der ersten Verfilmung eines Romans mit dem bekannteren Hercule Poirot Alibi 1931 Regie führte.

## Hörbücher
- Der seltsame Mr. Quin. (Zwei Teile, 5 + 4 CDs). Einzige ungekürzte Lesung. Sprecher: Hans Eckardt. Regie: Ann-Sophie Weiß. Assistenz: Veronika Schmidt. Aus dem Englischen von Günter Eichel. Verlag und Studio für Hörbuchproduktionen, Marburg 2008, DNB 992050898.